# Majdan Sielec
Majdan Sielec (pronunciación en polaco: /ˈmajdan ˈɕɛlɛts/) es un pueblo ubicado en el distrito administrativo de Gmina Krynice, dentro del Condado de Tomaszów Lubelski, Voivodato de Lublin, en Polonia oriental. Se encuentra aproximadamente a 6 kilómetros al este de Krynice, a 17 kilómetros al norte de Tomaszów Lubelski, y a 95 kilómetros al sureste de la capital regional Lublin.